# Joakim Pirinen

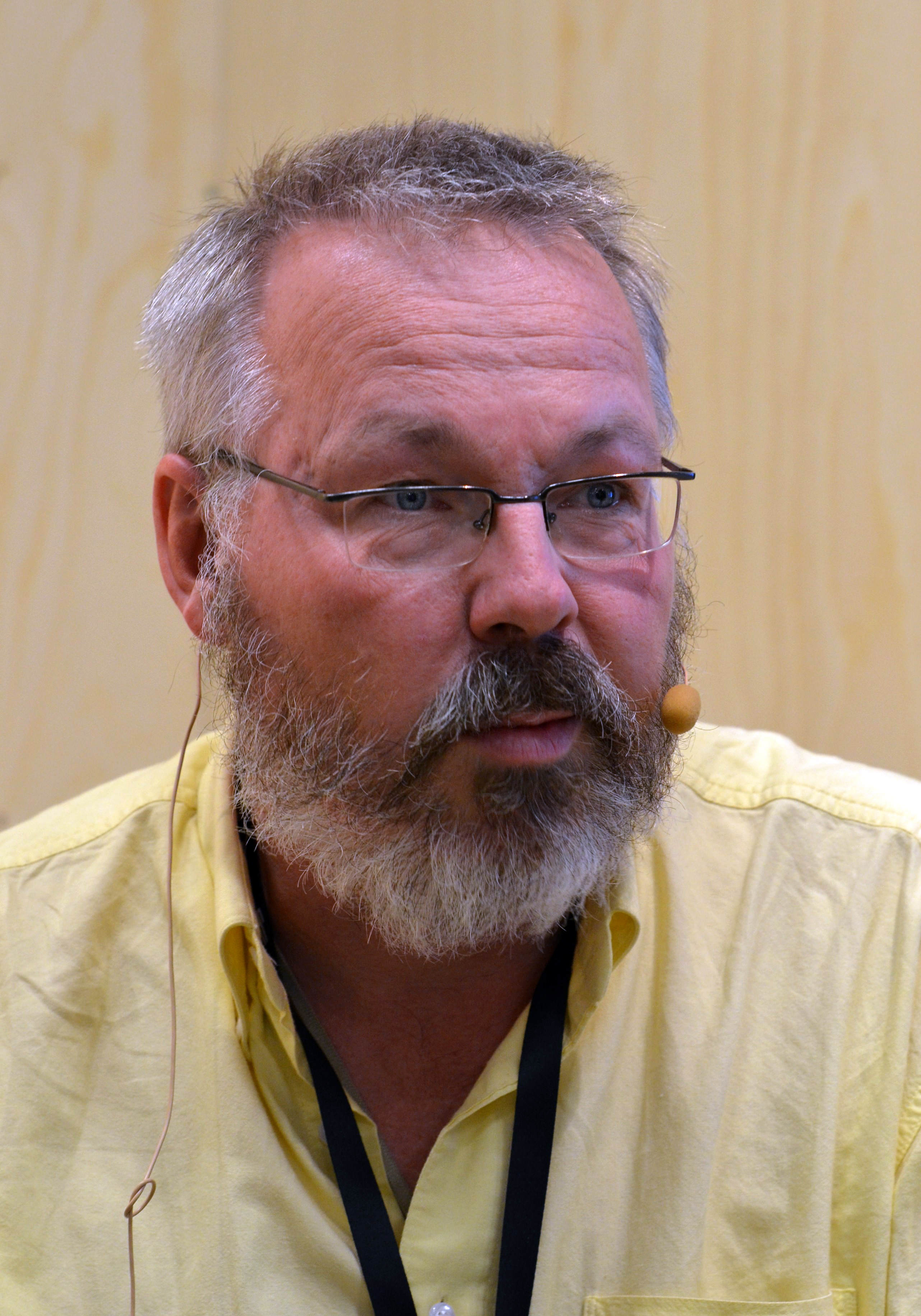
Joakim Pirinen (2013)

Joakim Pirinen (* 28. Mai 1961 in Solna, Schweden) ist ein schwedischer Illustrator, Autor, Dramaturg und Comiczeichner. Er lebt und arbeitet in Stockholm, wo er sein eigenes Studio betreibt.

## Leben
Begeistert von der Kritik gefeiert, debütierte er mit 18 Jahren auf der Welle neuer, vorwiegend avantgardistischer Comics für Erwachsene in den 1980er Jahren in Schweden und inspirierte fortan mit seiner Arbeit eine ganze Generation schwedischer Comiczeichner. Pirinen liefert bis heute regelmäßig Beiträge für das schwedische Comicmagazin Galago.
Sein erstes Album, Välkommen till sandlådan („Willkommen in der Sandkiste“), brachte Pirinen 1983 heraus, als sein Durchbruch gilt aber das Album Socker-Conny („Zucker-Conny“) aus dem Jahr 1985, eine Graphic Novel über einen anarchischen jungen Mann.
Pirinen verfügt über einen einzigartig virtuosen und ausdrucksstarken Zeichenstil, der mit nervösen Linien, detaillierten Flächen und vielfältigen Kompositionen eine große Menge von Emotionen darzustellen vermag. Die menschliche Verletzbarkeit ist in seinen Arbeiten dabei ein häufig auffindbares Thema.
Pirinen ist der einzige Comiczeichner, dessen Arbeiten im Stockholmer Museum für Moderne Kunst (Moderna museet) ausgestellt wurden.
In jüngster Zeit hat Pirinen sich vermehrt der Arbeit an Prosa, Theaterstücken und Zusammenarbeit mit anderen Künstlern im Bereich der Sprechkunst gewidmet.

## Werke

### Comics
- 1983: Välkommen till sandlådan
- 1985: Socker-Conny
- 1987: Gas
- 1989: Kvarteret Kniven
- 1992: Den sjunde björnen (Zeichnungen)
- 1995: Split vision
- 1998: Stora boken om Socker-Conny
- 1999: Den universella bristen på respekt
- 2004: Ingens bästa vän

### Prosa
- 1993: Familjen Bra och andra relationer
- 2001: Den svenska apan

## Auszeichnungen
- 1986: Adamsonstatyetten-Preis der Schwedischen Comicakademie
- 1987: Urhunden-Preis des Comicvereins Seriefrämjandet
- 1996: Aftonbladets Axel Liffner-Preis
- 2001: Stockholms Stads Stora pris